# Hydrorybina violascens
Hydrorybina violascens là một loài bướm đêm trong họ Crambidae.